# Gastronomía de La Rioja (España)
La gastronomía de La Rioja es el conjunto de procesos culinarios y de productos que se encuentran en La Rioja. Destaca por su abundante repostería, reflejo de una vida conventual extensa a lo largo del territorio. Posee como señal identificativa la elaboración de vinos, siendo su cocina menos conocida internacionalmente. Sus mejores vinos son los tintos, aunque también se elaboran blancos, rosados y claretes, así como vinos espumosos. La región de La Rioja disfruta del paso del río Ebro, que da lugar a una franja de tierra fértil de abundantes huertas. Esta cocina está emparentada con la vasca, la navarra y la aragonesa.
La denominación 'a la riojana' que poseen muchos de sus platos proviene del empleo abundante del pimiento frecuente en sus huertas, o de algunos de sus derivados como se trata del pimentón. Los platos más tradicionales no poseen esta denominación, siendo así la tradicional caldera de caparrones (caparrones “coloraos"). Por sus tierras pasa la ruta jacobea (variante francesa) y es considerada fuente de transmisión de saber culinario.
Aunque existe una gran diversidad de platos típicos, los más conocidos son las patatas a la riojana, las chuletillas al sarmiento, los caparrones y el bacalao a la riojana. También son conocidos distintos productos típicos de su golmajería (nombre dado en el español de La Rioja a la repostería).

## Historia

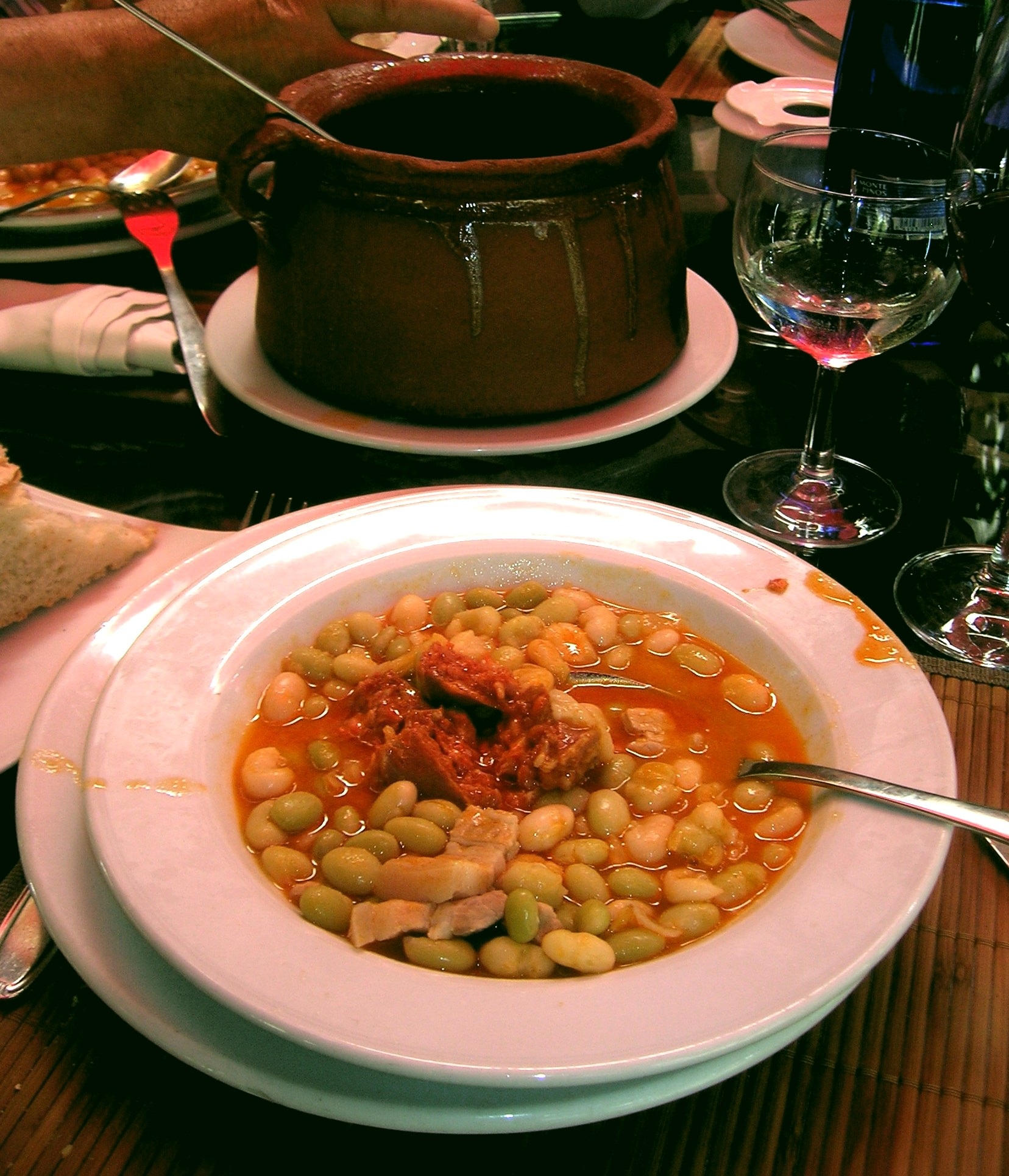
Las legumbres y los vinos con Denominación de Origen La Rioja son populares en toda la Comunidad. Las pochas a la riojana son un ejemplo de maridaje entre ambos.

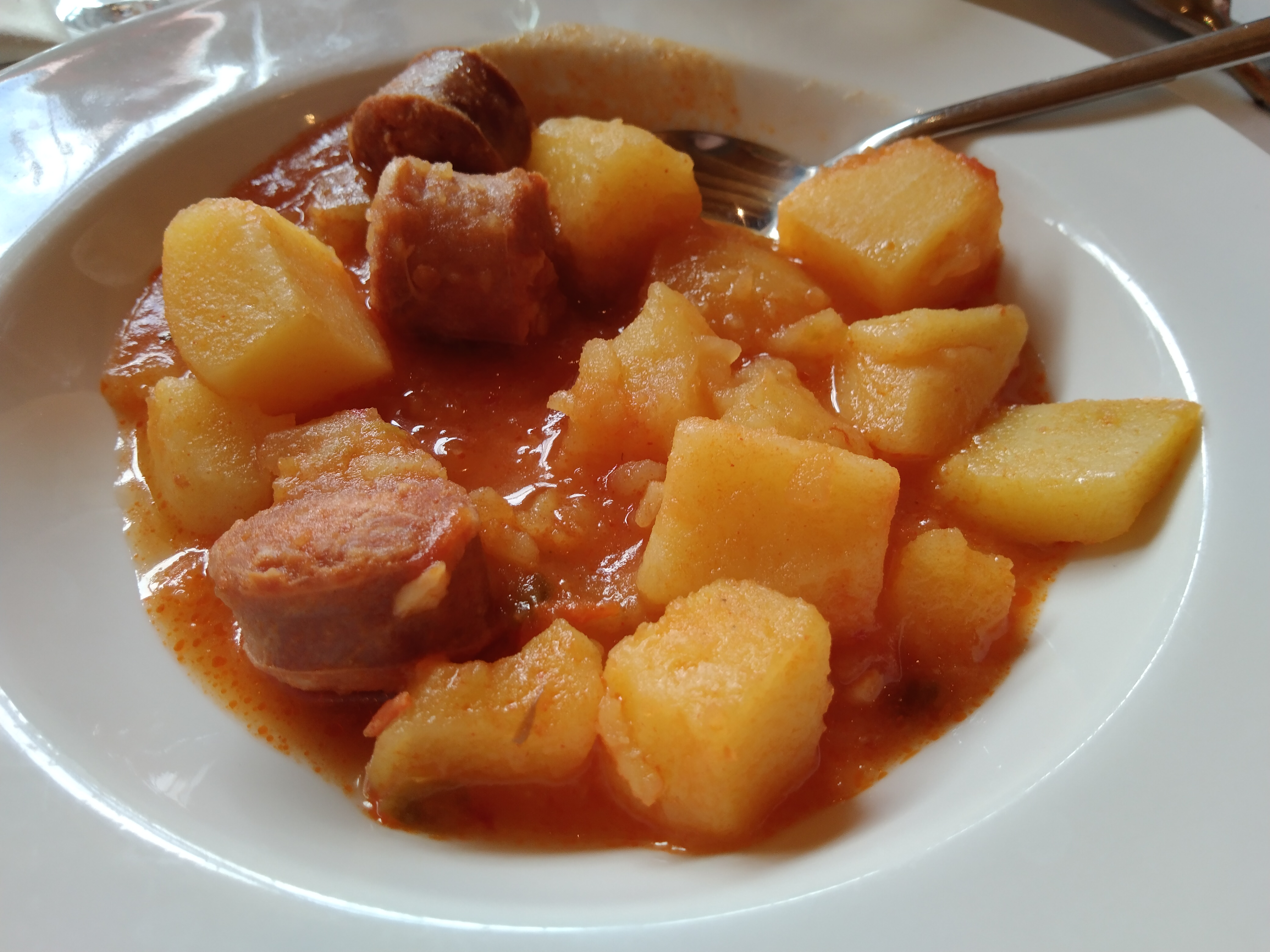
Patatas a la riojana o patatas con chorizo.

La historia documentada de la gastronomía riojana se remonta a época medieval de la reconquista, en la que se mezclan dos tendencias la cristiana abundante de asados cárnicos y la cocina algo más elaborada del Al-Ándalus. Ambas dejaron reflejo en las re-poblaciones que se hicieron en la zona a partir del siglo IX. En La Rioja existían muchas juderías en el siglo XV, pero apenas han dejado vestigio alguno en siglos posteriores. De este mismo periodo datan los primeros cultivos documentados de la historia del vino de Rioja que figura en el Cartulario de San Millán y trata una donación en la que aparece el Monasterio de San Andrés de Trepeana (Treviana).
Ya el escritor Gonzalo de Berceo menciona los quesos de la sierra de Cameros en el siglo XII. De sus ingredientes culinarios habituales ya hay mención a comienzos del siglo XVIII, cuando Mateo de Anguiano en su Compendio historial de la provincia de la Rioja, de sus Santos, y Milagrosos Santuarios, describe la abundancia de frutas y verduras en la región. 
La Escuela de Hostelería de La Rioja se creó en el año 1982, en la localidad de Santo Domingo de la Calzada, siendo en sus inicios una sección del Instituto Politécnico Cosme García de Logroño.

## Platos e ingredientes
Se trata de una cocina en la que destaca la carne, las legumbres y el vino como sus más representativos componentes. Existen, no obstante, preparaciones que recuerdan a sus vecinos fronterizos. La gastronomía riojana tradicional carece de preparaciones que empleen el vino como ingrediente.

### Carnes y pescados

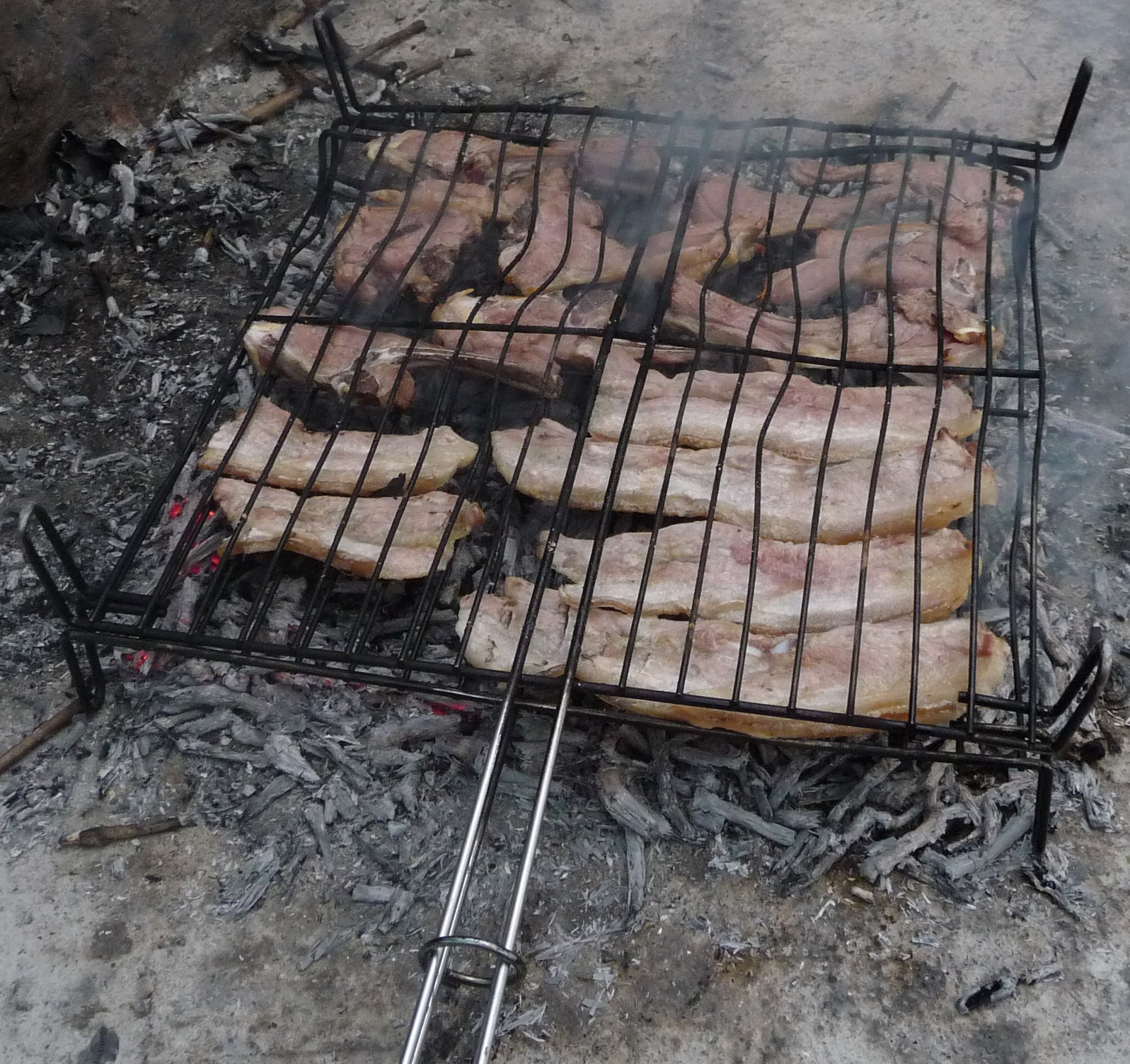
Los asados de chuletillas al sarmiento, muy populares en La Rioja. Utilización de sarmientos en cocina, para la obtención de brasas.

La carne es uno de los ingredientes fuertes de la cocina riojana. Además del porcino, el ovino y caprino son los tipos de animal más abundante, sobre todo en la zona de montaña. Algunas de las preparaciones más populares son las chuletas al sarmiento (forman parte de diversas tradiciones sociales), el cordero en caldereta, la asadura de cordero a la riojana, los embuchados, las lecherillas de cordero, los asados a la panadera o el famoso cabrito asado de cameros. El patorrillo que es un guiso a base de tripa de cordero (o de cabrito) que se envuelve en las patas del animal como una madeja. Entre los guisos se encuentra la rancho riojano. De vacuno son populares los villagodios (un chuletón asado de lomo medio-alto), muy populares en Navarra y País Vasco. 
Es popular la matanza del cerdo (denominada "moraga" en la región). Entre los productos de cerdo se encuentran el picadillo de lomo, los callos a la riojana, la pepitoria a la riojana,  la morcilla riojana, el jamón riojano, característico por su adobo y el conocido chorizo riojano. Entre las aves son famosos el pollo a la riojana (rehogado en aceite, con sal y pimienta), las perdices escabechadas y los asados de cordero. Entre los pescados se encuentran las truchas a la riojana y el bacalao a la riojana.

### Verduras y hortalizas

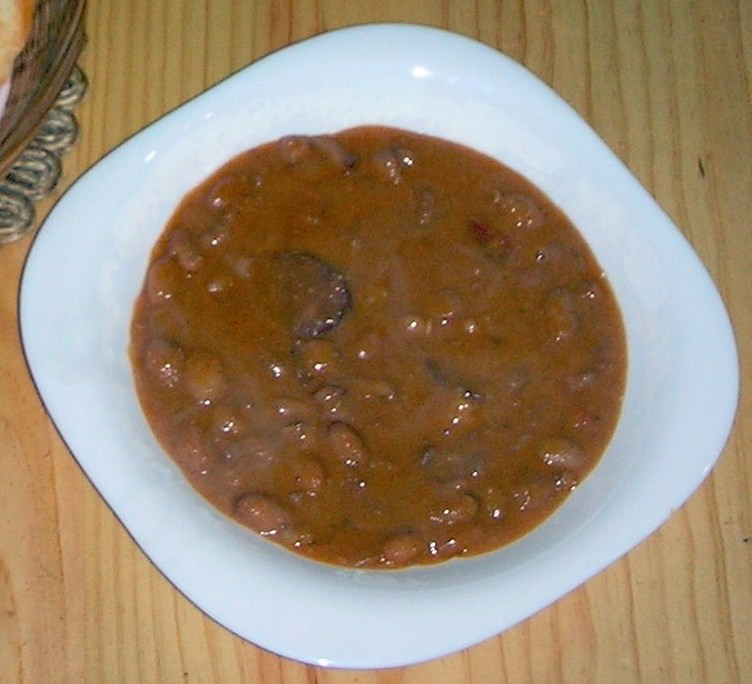
Plato de caparrones (Caparrón pinto), típico cocido riojano.

Las verduras y hortalizas son abundantes en los cultivos riojanos, esta es la razón por la que abundan en las diversas preparaciones. Uno de los platos típicos que emplea una mezcla de verduras y embutido son las patatas a la riojana o patatas con chorizo. Aunque se tiene igualmente la porrusalda (sopa de puerros procedente de la cocina vasca), las  sopas de ajo, las sopas canas y las sopas de molinero (servida de un vuelco de un cocido), la sopa alavesa con ajo y almenada de huevos cocidos. Influencia clara de la cocina navarra se tiene la menestra de verduras (denominada también Menestra riojana), y el pisto riojano, que se pueden disfrutar sobre todo en la Rioja Baja, y más concretamente en Calahorra, donde anualmente se celebran las cada vez más populares Jornadas de la Verdura en el mes de abril, donde se organiza un gran mercado de la verdura, y los bares y restaurantes de la ciudad ofrecen pinchos y platos típicos elaborados con dichos productos. También son reconocidos por su sabor los ajetes tiernos asados a la brasa de los sarmientos, muy típico de Arnedo. Otras verduras muy típicas de la región son el cardo y la borraja, también consumidas en Aragón y Navarra, preparada esta última frecuentemente con patatas. También se encuentran la alcachofa, la judía, los espárragos, los pimientos y el champiñón. 

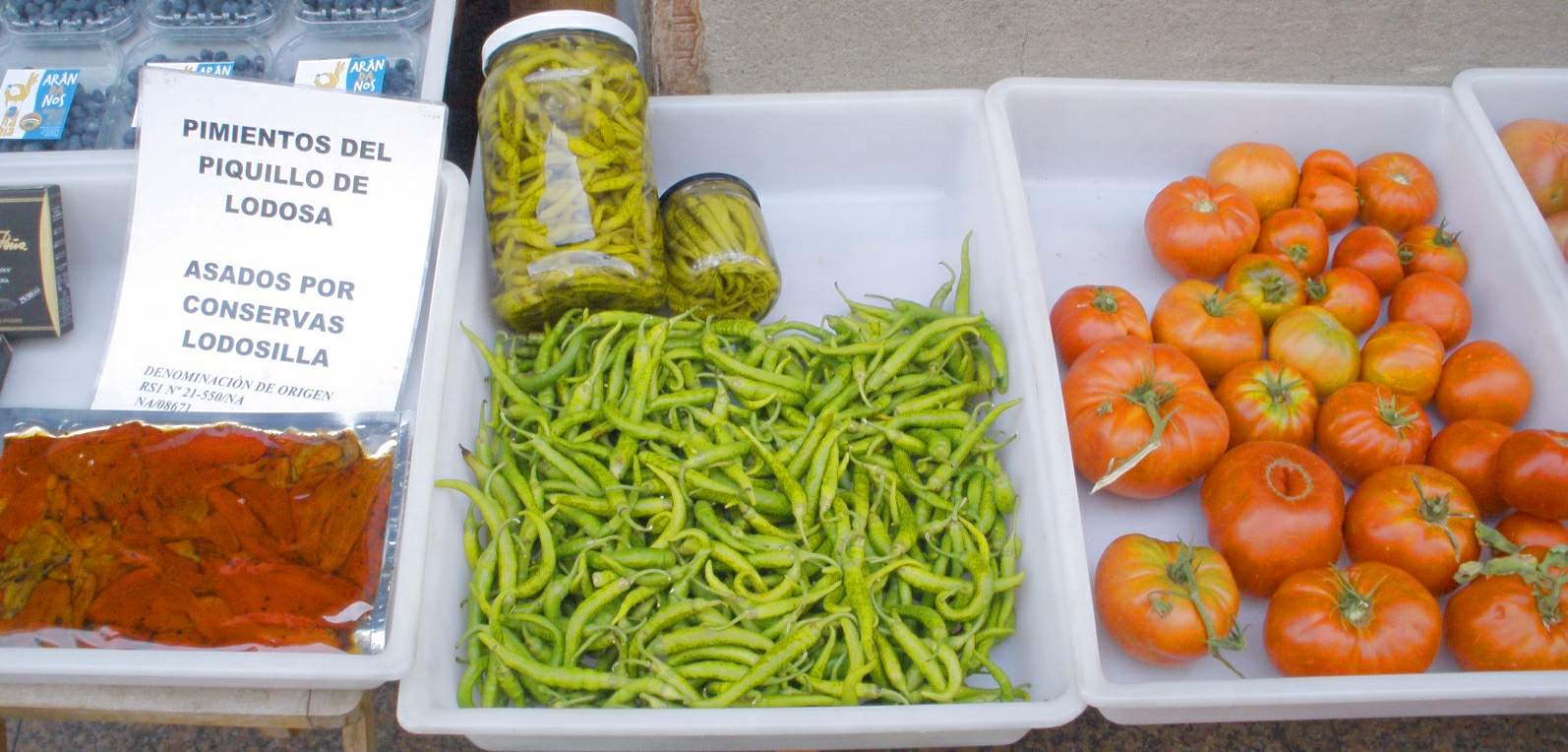
Puesto de verduras y pimientos del piquillo locales en Logroño.

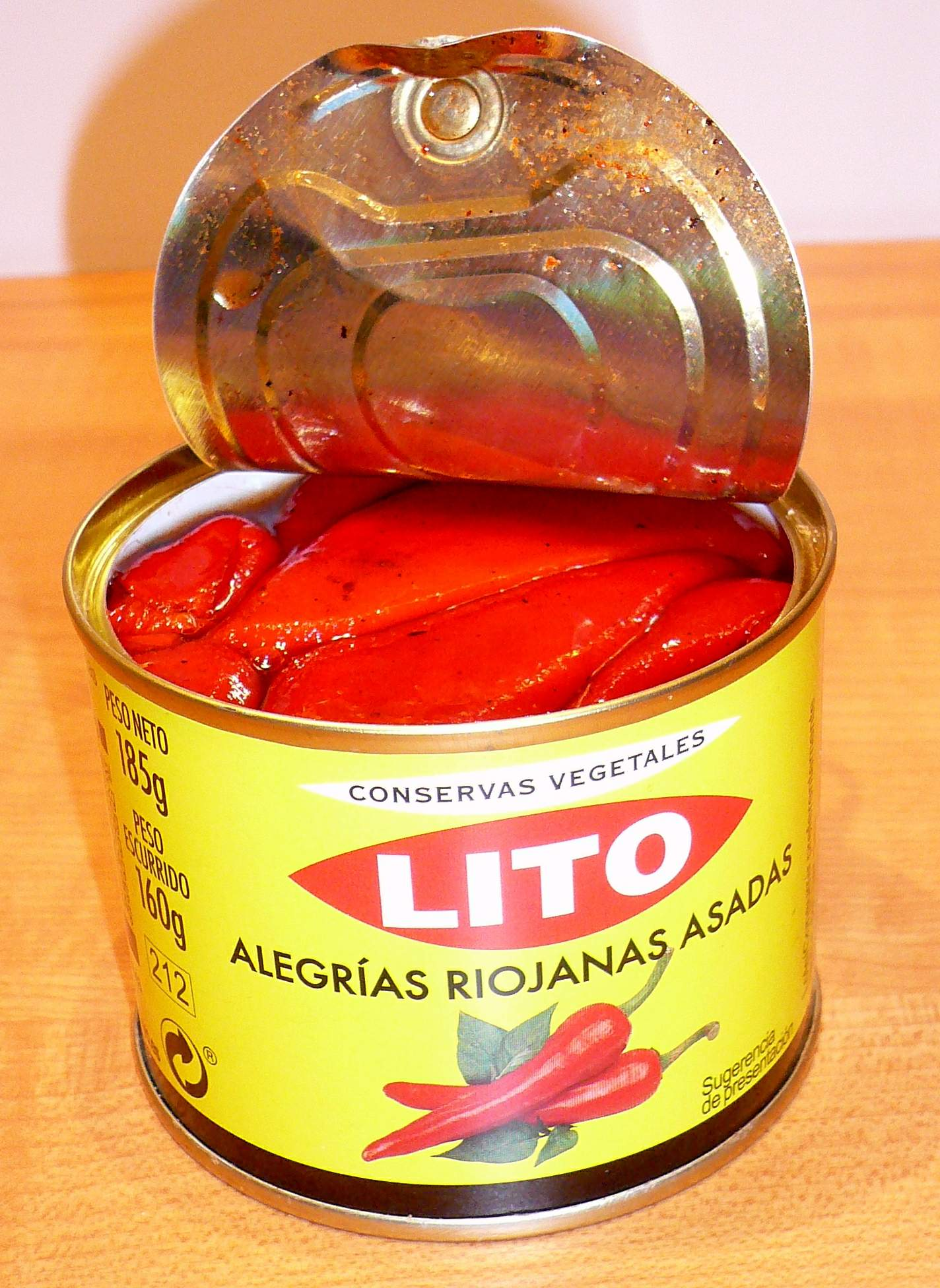
Alegría riojana enlatada.

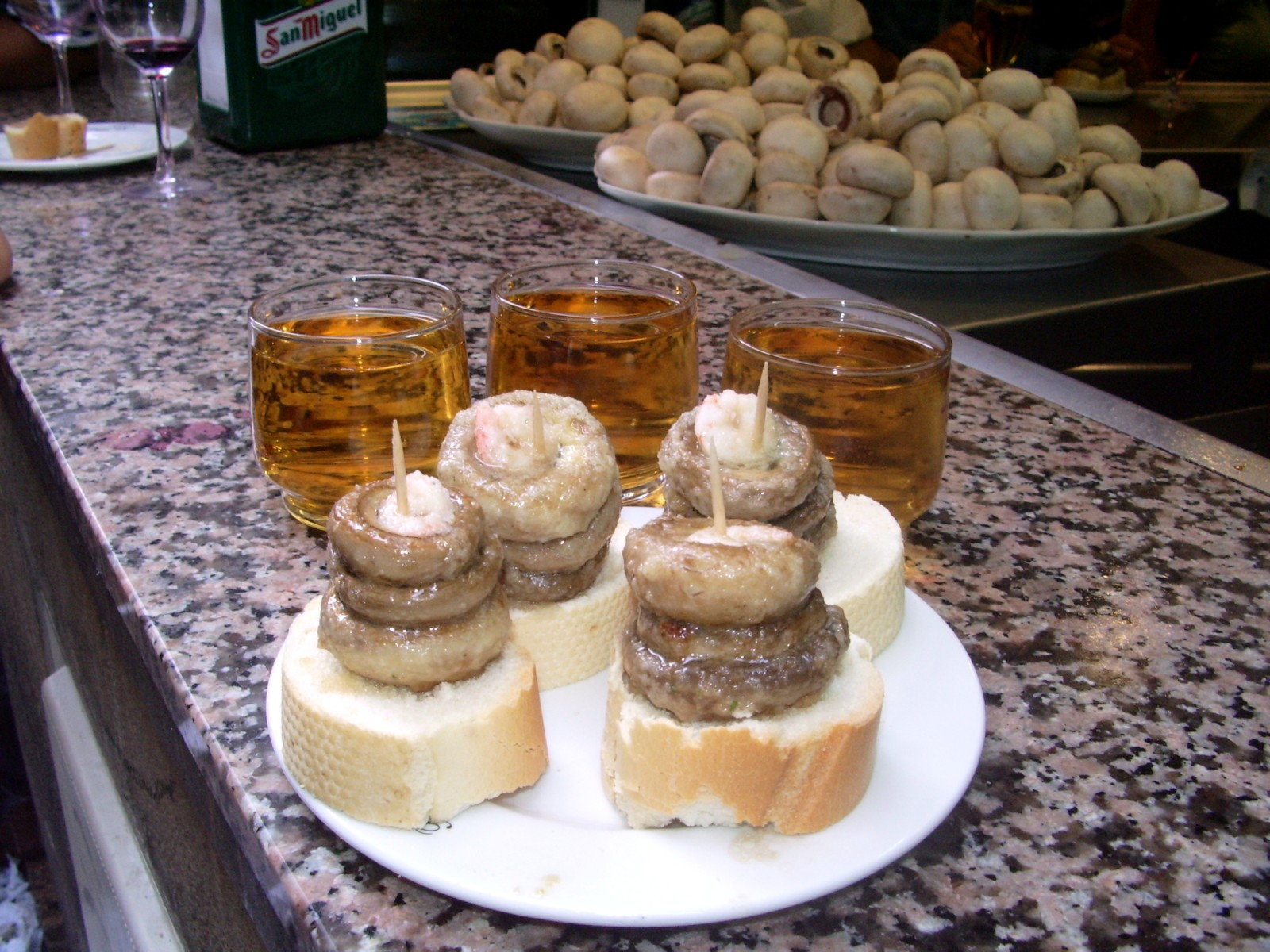
Tapa de champiñones.

Entre las preparaciones que incluyen las legumbres se encuentran las pochas (una variedad de alubia blanca), que son ingrediente de las pochas blancas a la riojana. Las pochas son muy apreciadas también en el País Vasco y en Navarra además de en La Rioja. En muchos platos riojanos entra como ingrediente el pimiento najerano (o Riojano) que son pequeños pimientos del piquillo. Los pimientos también se consumen tradicionalmente asados (pimientos a la riojana). Similares son las alegrías riojanas, las cuales son guindillas utilizadas sobre todo como acompañamiento de otros platos. También destaca el caparrón pinto o caparrón a secas, que es una variedad de alubia roja de semilla más corta y redondeada de lo habitual. Esta es típica en la región de La Rioja (España) y algunas comarcas limítrofes. Por extensión se llama caparrones (caparrones “coloraos") al cocido preparado con esta alubia y con chorizo, se trata de uno de los más tradicionales platos de la gastronomía riojana. En su preparación no debe faltar el chorizo autóctono. Son también populares los pimientos rellenos (asados y rellenos de carne y miga de pan). 
Las frutas regionales preparadas en mermelada tienen una gran popularidad, siendo las Peras de Rincón de Soto, que es la única denominación de origen de peras de España. De la abundancia y variedad de frutas ya se hablaba en el siglo XVIII. La vendimia de la uva es con diferencia la recolección más popular de fruta durante los meses de septiembre/octubre. 

### Lácteos y huevos

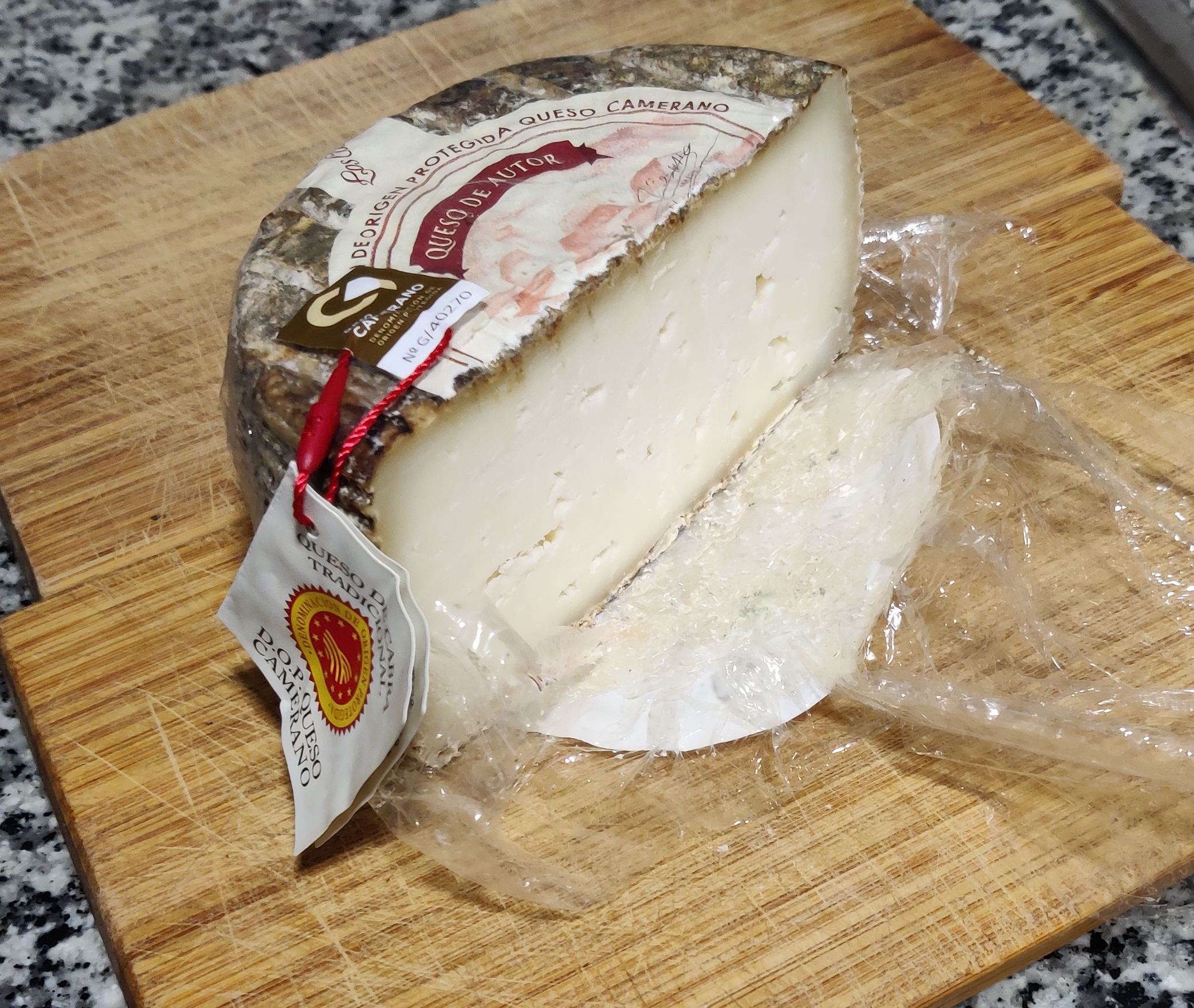
Queso camerano.

Entre los productos lácteos se encuentran los quesos de Cameros (elaborados con leche de cabra), elaborado bajo la receta de la Sierra de Cameros. Razón por la que se denomina también queso fresco de montaña. Este queso se encuentra en tres de sus variedades: fresco, tierno, semicurado y curado. 
Una de las preparaciones con huevo es la tortilla en salsa de Clavijo. Con huevos cocidos picados se preparan los huevos a la riojana junto con tacos de jamón finamente picados.

## Preparaciones

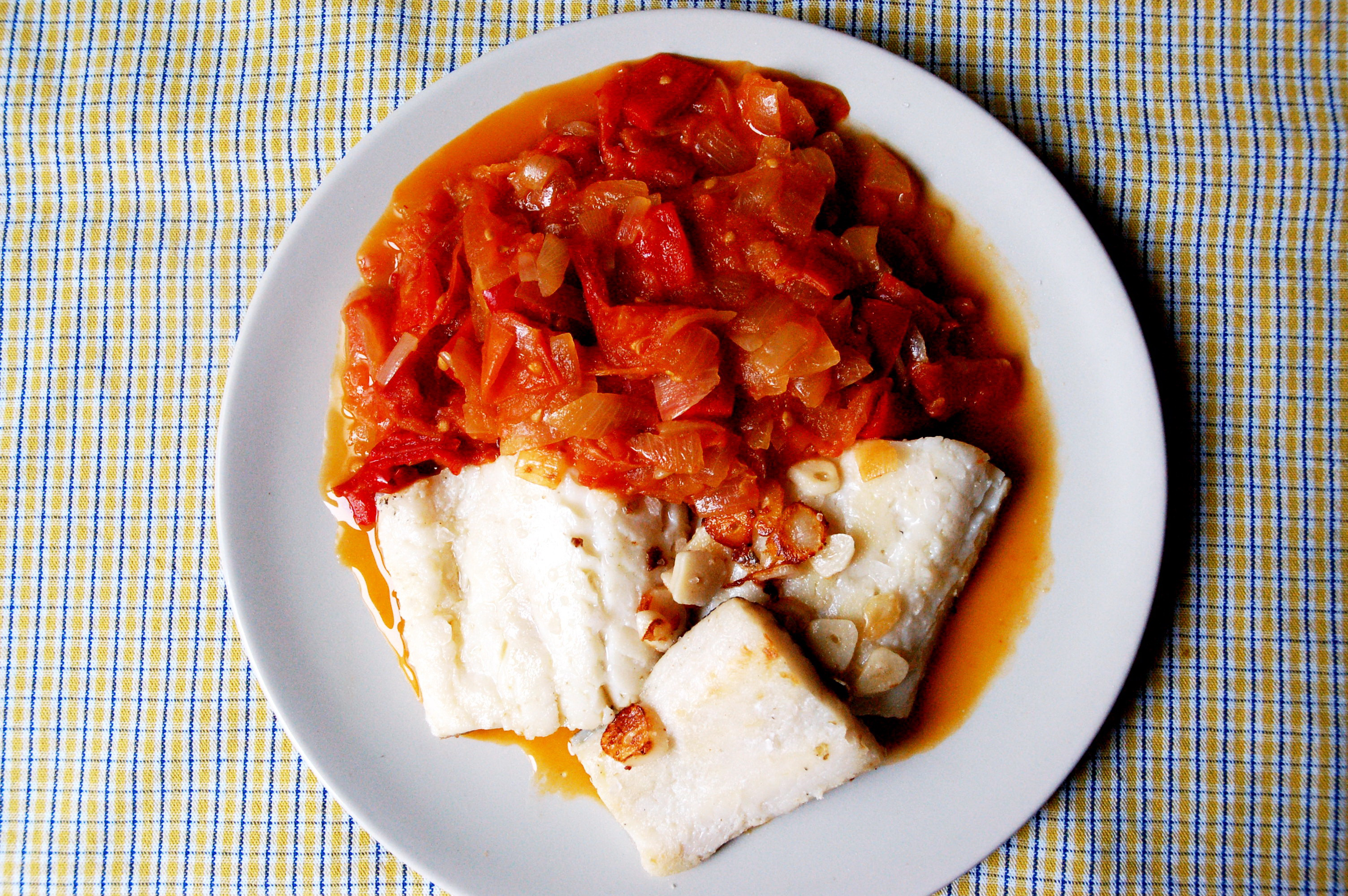
Bacalao a la riojana.

Se trata de una región que posee más ingredientes característicos que platos y preparaciones. Entre las preparaciones más emblemáticas de la comunidad se tienen las chuletas al sarmiento (un asado típico). El empleo de sarmientos procedentes de la vid es muy popular en la generación de brasas para la realización de asados. Se tienen igualmente preparaciones como los caparrones, las pochas a la riojana,  la menestra de verduras, los pimientos rellenos, las patatas con chorizo o patatas a la riojana, el bacalao a la riojana, la asadura a la riojana, el cardo con almendras o las peras al vino. En la repostería (denominada en la región golmajería) se tiene muy presente la almendra fruto muy abundante en la comunidad. Sobre todo en la zona de la Rioja Baja.

## Bebidas
Las aproximadamente 47.000 ha de viñedo de esta zona declinan la balanza a la producción extensiva, e intensiva, del vino. El ponche denominado zurracapote (mezcla de vino, azúcar, canela y melocotón) se ha convertido en una bebida festiva riojana desde mediados del siglo XX, frecuente en las peñas riojanas. El cava riojano comenzó su producción a mediados del siglo XX. 

### Vino

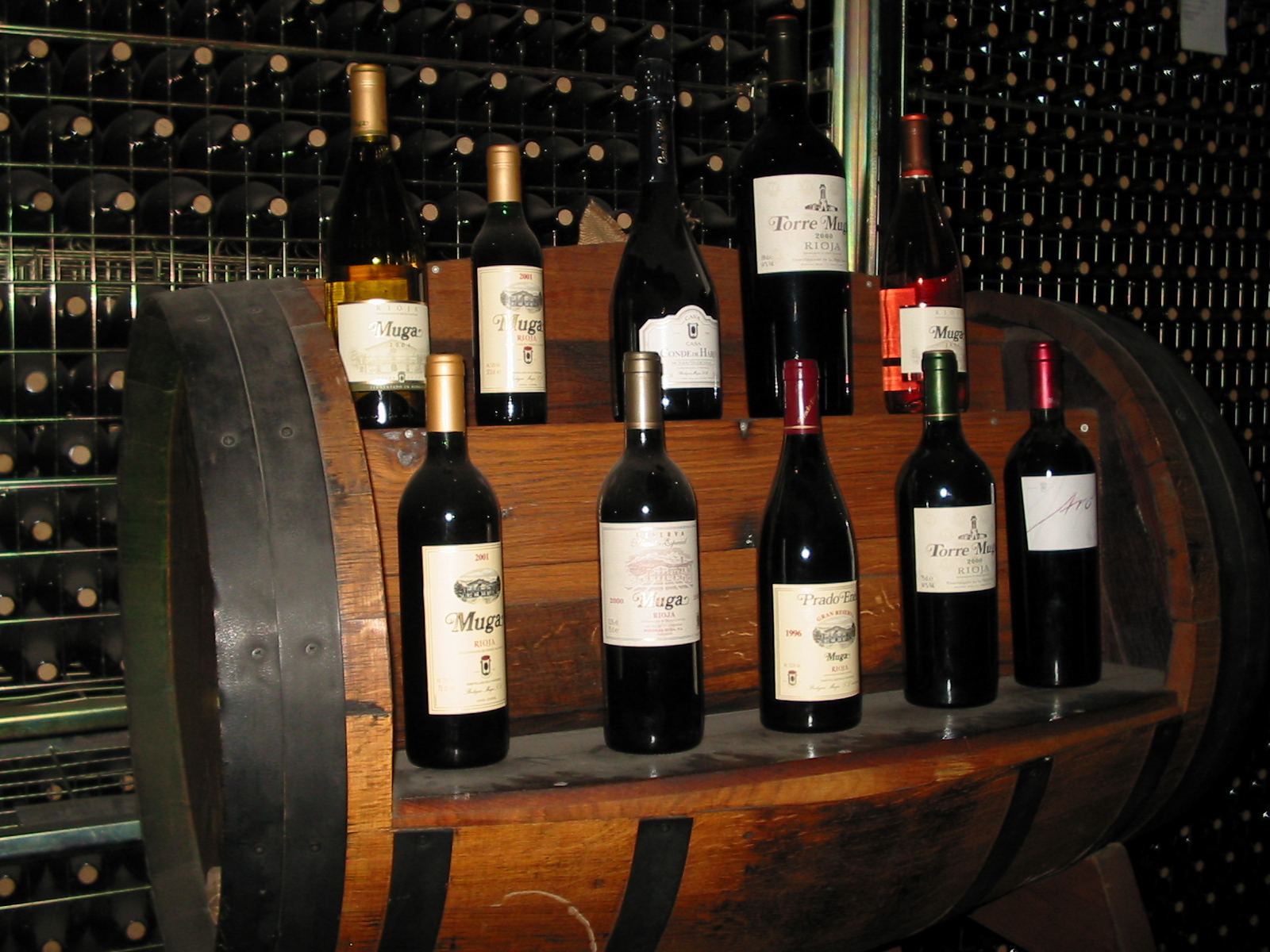
Vinos de denominación Rioja en una bodega de Haro.

La zona vinícola de Rioja se divide en tres partes: la Rioja Alta, la Rioja Alavesa y la Rioja Baja. La Rioja Alta, aguas arriba del Ebro, tiene como centro o capital a Haro y comprende parte de las cuencas del Tirón, del Oja y del Najerilla. se producen vinos blancos, rosados y tintos, siendo los más conocidos estos últimos. Se trata de un vino con historia reconocido internacionalmente. Las uvas empleadas en su elaboración suelen ser tempranillo, mazuelo, graciano, garnacha, viura y malvasía. Además del vino tinto y el blanco existe el clarete que es típico de la región.

### Zurracapote

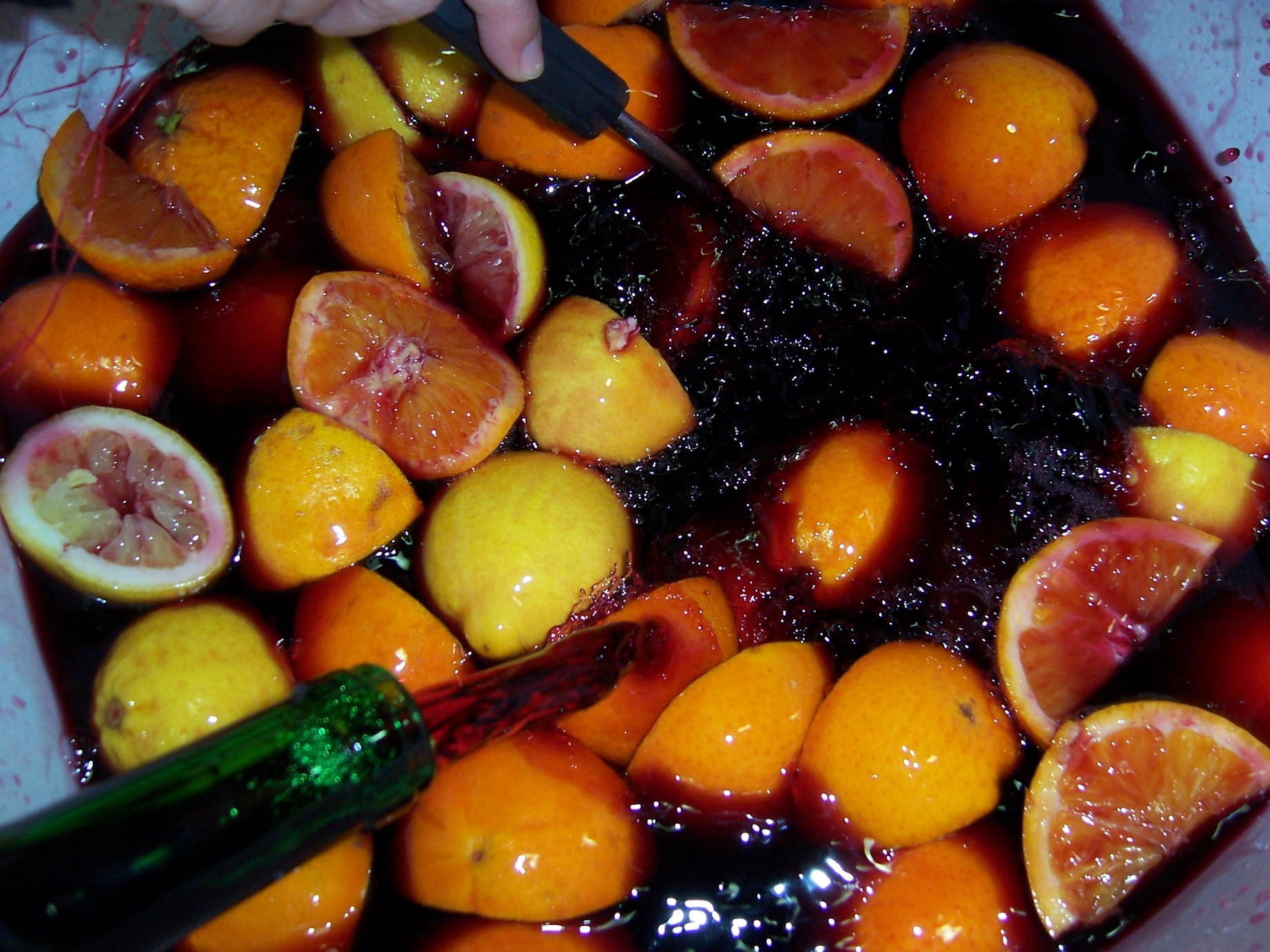
Preparación de zurracapote.

El zurracapote (a veces abreviado como zurra) es una bebida típica de La Rioja y popular en su área de influencia, consistente en una mezcla que toma como base el vino tinto, al que se añaden diferentes frutas como melocotones, naranjas o limones además de azúcar y canela, dejándose macerar durante varios días. En algunos casos se cuece la mezcla en vez de dejarla macerar para acelerar el proceso. El resultado es una bebida de contenido alcohólico medio, similar a la sangría, aunque generalmente más fuerte debido a la conversión del azúcar en alcohol por la maceración.

### Licores
El licor de Valvanera realizado en el Monasterio de Valvanera (La Rioja) es una receta elaborada con ciruela y guardada como secreto la aromatización de doce hierbas diferentes empleadas por los monjes benedictinos desde el siglo XVI. Su graduación oscila entre 36° y 40°. El patxaran, aunque es una bebida originaria de Navarra, es muy popular en el área de La Rioja. Donde existen varias empresas dedicadas a su fabricación.

## Repostería o Golmajería

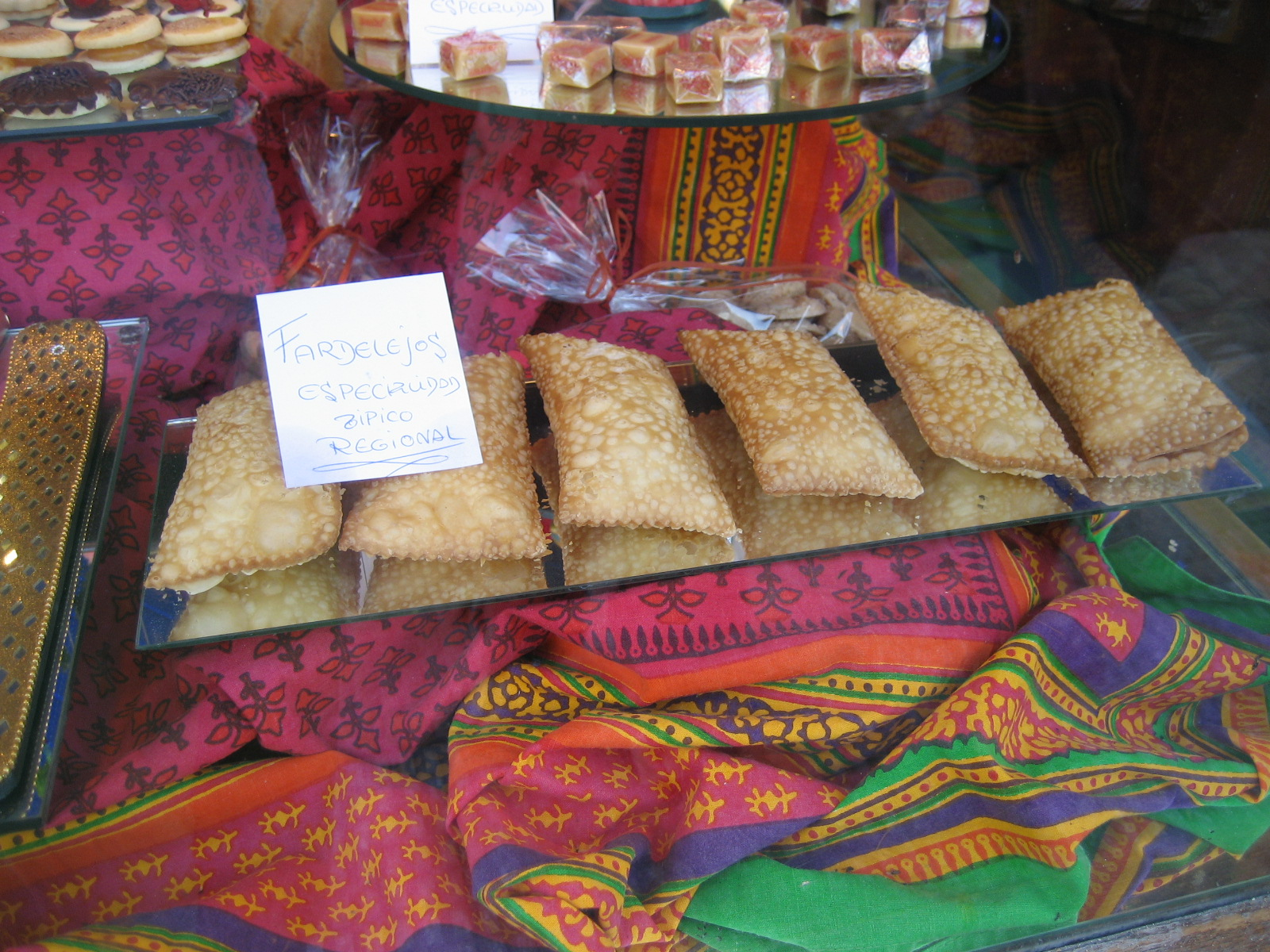
Fardelejos.

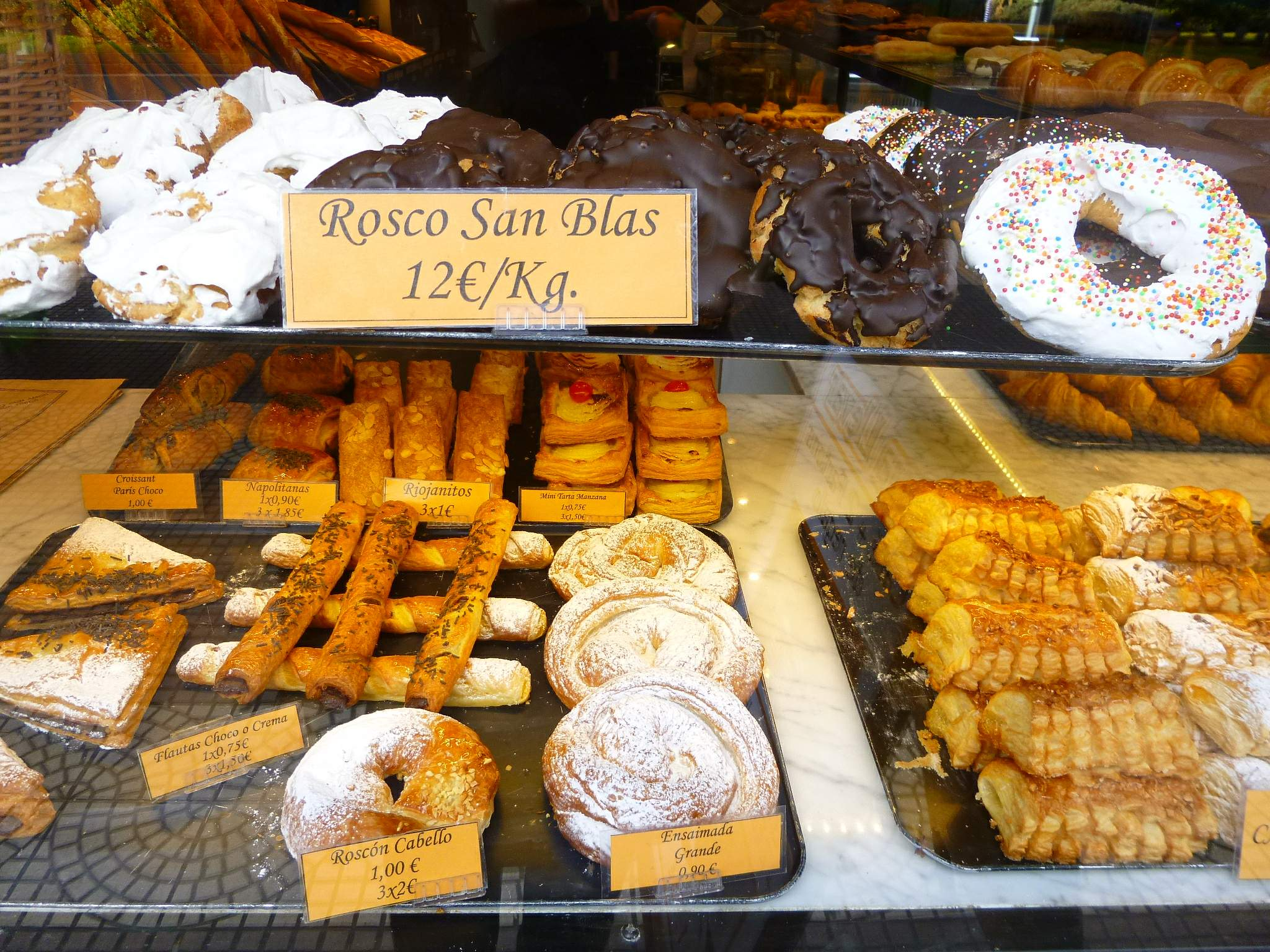
Pastelería con roscos de San Blas.

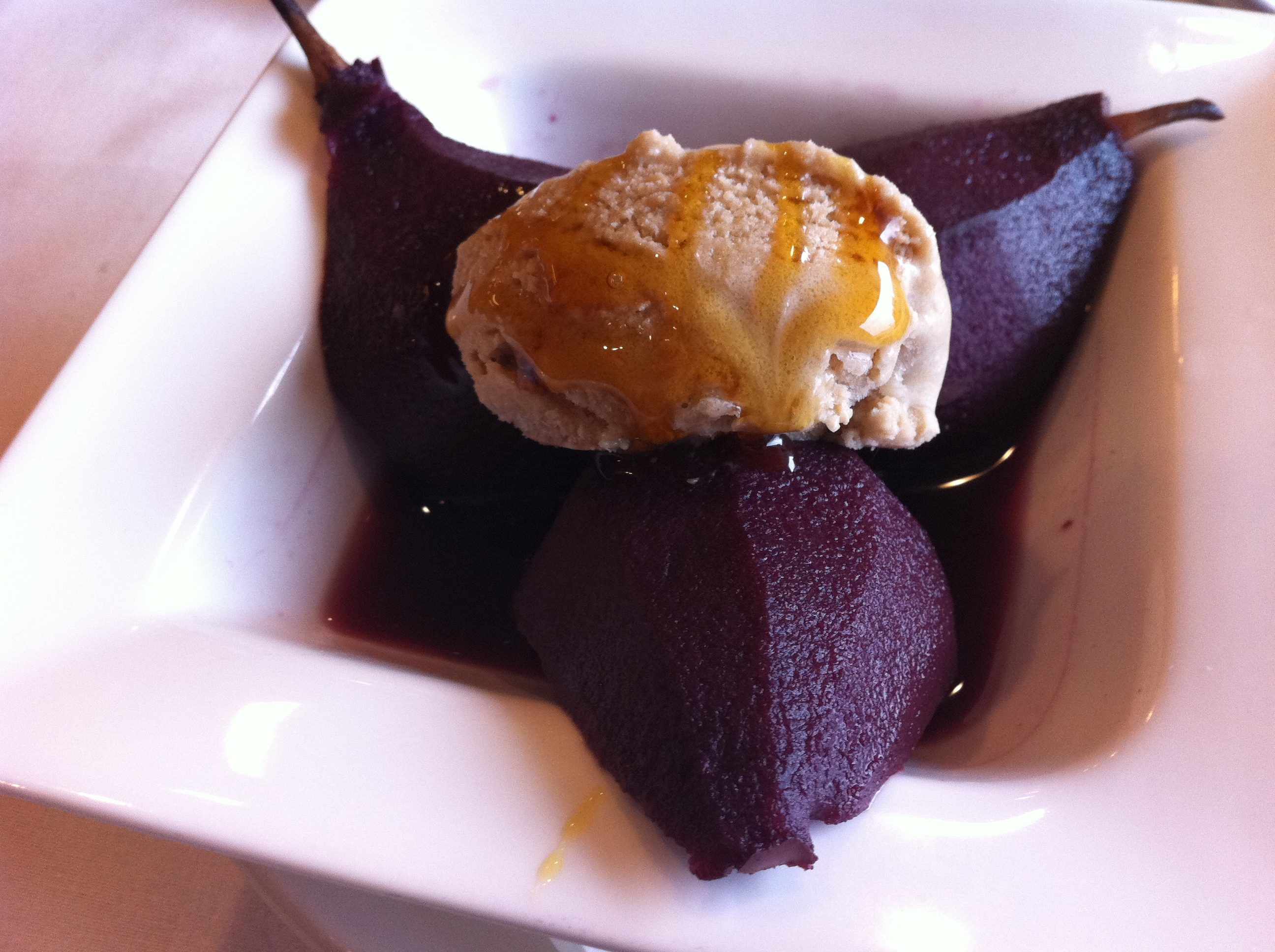
Peras al vino tinto.

La repostería riojana recibe el nombre de golmajería (Golmajo), vocablo de raíz árabe que apunta a aquello que es relativo a dulces y golosinas. El ingrediente más habitual en la golmajería es la almendra, y sus derivados en cremas y preparaciones diversas. Los dulces con mayor tradición dentro de la repostería riojana son los fardelejos procedentes del municipio de Arnedo, que son una especie de hojaldres de forma rectangular rellenos de crema de almendras (una especie de mazapán). Su origen andalusí remonta a este dulce a los siglos IX y X durante el periodo de reconquista. 
El mazapán de Soto procedente de Soto en Cameros que se compone de almendra y azúcar refinada, posee la diferencia de otros mazapanes en que el azúcar se mezcla en jarabe y no en grano como es habitual. En 1870, Juan de Dios Redondo Tejada comenzó a fabricar mazapanes en Soto de Cameros con una receta de su hermana Águeda, tercera superiora general de las Siervas de Jesús. Los pasteles rusos del municipio riojano de Alfaro, el promotor de este producto fue Marcos Malumbres que inauguró su confitería familiar en el año 1882, el pastel ruso de Malumbres se fue convirtiendo en un producto emblemático de Alfaro, y se proclamó en el mejor regalo posible para halagar a las visitas. 
En las celebraciones de San Blas se elaboran roscos de San Blas a los que un cura puede bendecir. En Calahorra se celebra con un rosco gigante.
Los rollos y manguitos de Cervera de Río Alhama, la camuesada o sosiega de la Comarca de Cervera de Río Alhama, los ahorcaditos y los molletes de la jacobea Santo Domingo de la Calzada. Los ahorcaditos son unos dulces de hojaldre rellenos de crema de almendra, con forma de vieira. Son el único dulce típico, afamado y con renombre de Santo Domingo de la Calzada, contando con una larga tradición. Estos dulces, creados y patentados por el pastelero calceatense José Alberto Hernando, se difundieron rápidamente, llegando a comercializarse en toda La Rioja y en el Camino de Santiago. Otra preparación repostera procedente de Santo Domingo de la Calzada es el Milagros del santo. Se trata de una galleta en forma de gallina que rememora el milagro de dicho Santo.
Hay diversas preparaciones reposteras de ciertos municipios como es el caso de El bodigo o la harinosa del municipio de Aguilar del Río Alhama, así como la barrilla de Calahorra, los hormigos de Cornago.
En el valle del Cidacos encontramos dulces típicos como la juanguila.
Entre la repostería más popular se encuentran las peras al vino tinto (peras de Rincón del Soto). Las manzanas camuesas cocidas en leche de los pueblos altaos del Alhama y Linares. Los buñuelos de Calabaza de Nalda, las chinchorras de la matanza de Grañón, el queso con la miel y las nueces de Pedroso.
A nivel internacional destacan los caramelos de café con leche Viuda de Solano.

## Tradiciones gastronómicas

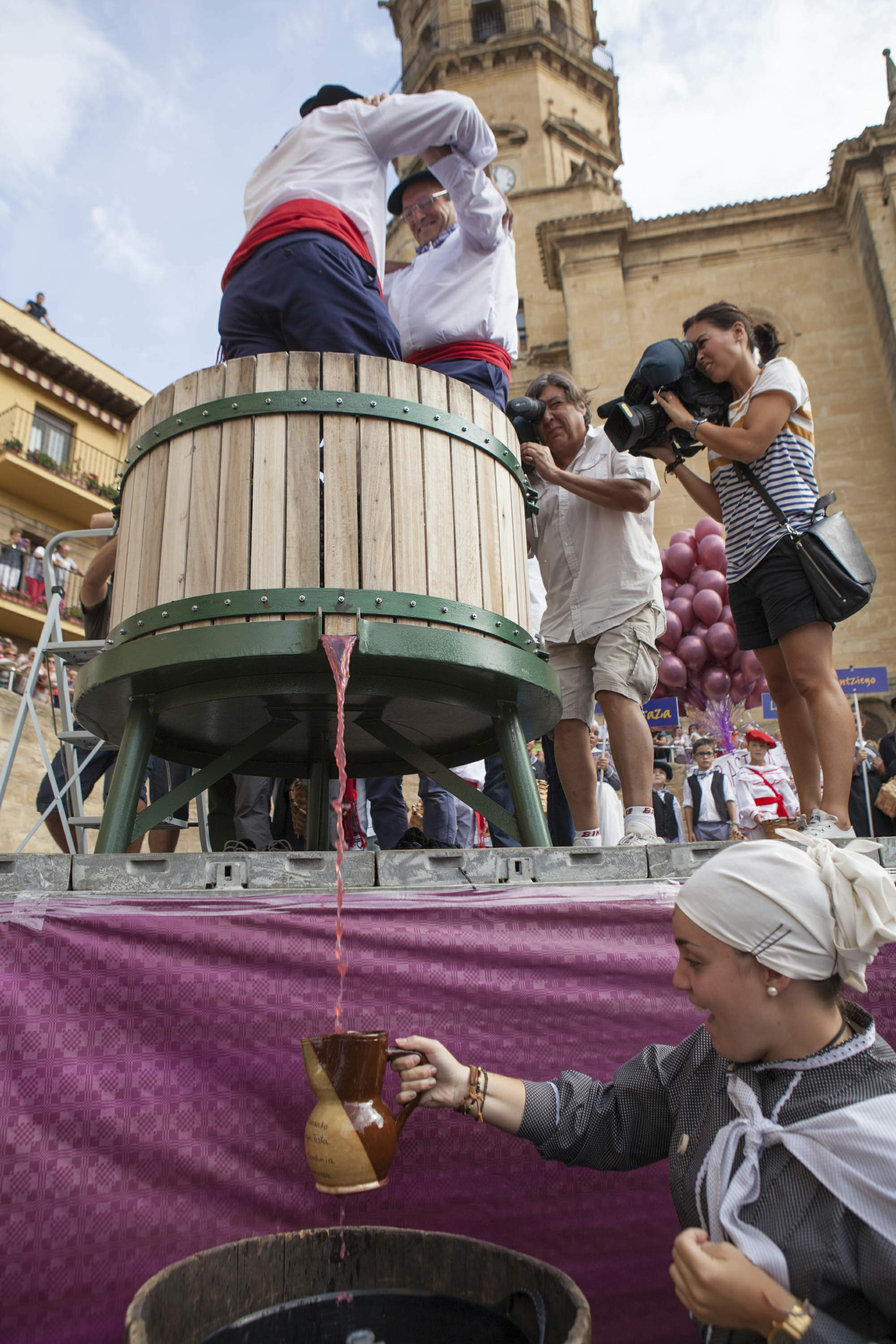
Fiesta de la Vendimia en Labastida (Rioja Alavesa) como expresión popular de la vendimia de la vid.

- En Navidad es tradicional comer cardo con almendras y cordero.
- En todas las fiestas de La Rioja, como por ejemplo San Mateo, es típica la elaboración y consumo de zurracapote.
- Es muy típico el tapeo, sobre todo en zonas concretas como las Calles Laurel y San Juan de Logroño o la Herradura de Haro.
- En las fiestas locales y otros actos festivos, es tradicional hacer caparronadas y chuletadas, que consisten en la elaboración, reparto y consumo colectivo de chuletas al sarmiento y caparrones.
- Algunas personas tienen locales privados o lugares acondicionados especialmente dentro de sus domicilios, llamados en La Rioja chocos, bodegas o merenderos, donde grupos de amigos se reúnen a charlar, comer y beber, especialmente vino y productos  asados a la parrilla como chuletas al sarmiento.
- Existen distintas sociedades gastronómicas  por la comunidad riojana.
- Se realizan numerosas fiestas relacionadas con la gastronomía, como por ejemplo el Festival del ajo asado de Arnedo, la Fiesta del Pan y el Queso, el Festival del chorizo en Baños de Río Tobía, el Festival de la Alubia de Anguiano, la Feria de la Nuez de Pedroso, las Jornadas de la Verdura de Calahorra, el Festival del pimiento riojano en Nájera, la Jornada de la pasa de ciruela claudia de Nalda, el Festival de la Pera de Rincón de Soto o San Mateo.